# Kamenev Nunatak
Kamenev Nunatak är en nunatak i Antarktis. Den ligger i Västantarktis. Argentina, Chile och Storbritannien gör anspråk på området. Toppen på Kamenev Nunatak är 1 211 meter över havet.
Terrängen runt Kamenev Nunatak är huvudsakligen kuperad, men åt sydväst är den platt. Trakten är obefolkad. Det finns inga samhällen i närheten.